# Blue and Gray (Poco)
Blue and Gray è un album dei Poco, pubblicato dalla MCA Records nel luglio del 1981.

## Tracce
Lato A
1. Glorybound – 3:35 (Rusty Young)
2. Blue and Gray – 4:40 (Rusty Young)
3. Streets of Paradise – 3:55 (Paul Cotton)
4. The Writing on the Wall – 3:10 (Rusty Young)
5. Down on the River Again – 3:45 (Paul Cotton)

Lato B
1. Please Wait for Me – 4:30 (Paul Cotton)
2. Windowmaker – 4:25 (Rusty Young)
3. Here Comes That Girl Again – 3:15 (Rusty Young)
4. Sometimes (We Are All We Got) – 3:35 (Paul Cotton)
5. The Land of Glory – 3:35 (Rusty Young)

## Musicisti
Brano A1
- Paul Cotton - chitarra elettrica, voce
- Rusty Young - chitarra acustica, voce solista
- Kim Bullard - tastiere, voce
- Charlie Harrison - basso, voce
- Steve Chapman - batteria
- Steve Forman - percussioni

Brano A2
- Paul Cotton - chitarra elettrica, voce solista
- Rusty Young - chitarra acustica, voce solista
- Kim Bullard - tastiere
- Charlie Harrison - basso, voce
- Steve Chapman - batteria
- Steve Forman - percussioni

Brano A3
- Paul Cotton - chitarra, voce solista
- Rusty Young - chitarra elettrica, voce
- Kim Bullard - tastiere
- Charlie Harrison - basso, voce
- Steve Chapman - batteria
- Steve Forman - percussioni

Brano A4
- Paul Cotton - chitarra elettrica, voce
- Rusty Young - chitarra acustica, voce solista
- Kim Bullard - tastiere
- Charlie Harrison - basso, voce
- Steve Chapman - batteria
- Steve Forman - percussioni

Brano A5
- Paul Cotton - chitarra acustica, voce solista
- Rusty Young - mandolino, dobro
- Kim Bullard - tastiere, voce
- Charlie Harrison - basso, voce
- Steve Chapman - batteria

Brano B1
- Paul Cotton - chitarra, voce solista
- Rusty Young - mandolino, voce
- Kim Bullard - tastiere, voce
- Charlie Harrison - basso, voce
- Steve Chapman - batteria
- Steve Forman - percussioni

Brano B2
- Paul Cotton - chitarra solista, voce
- Rusty Young - chitarra, voce solista
- Kim Bullard - tastiere
- Charlie Harrison - basso, voce
- Steve Chapman - batteria
- Steve Forman - percussioni
- Venetta Fields - accompagnamento vocale, cori
- Clydie King - accompagnamento vocale, cori
- Denise DeCaro - accompagnamento vocale, cori

Brano B3
- Paul Cotton - voce, chitarra elettrica
- Rusty Young - chitarra acustica, voce solista
- Kim Bullard - tastiere, voce
- Charlie Harrison - basso, voce
- Steve Chapman - batteria
- Steve Forman - percussioni

Brano B4
- Paul Cotton - chitarra, voce solista
- Rusty Young - chitarra, banjo, voce
- Kim Bullard - tastiere, voce
- Charlie Harrison - basso, voce
- Steve Chapman - batteria

Brano B5
- Paul Cotton - chitarra elettrica
- Rusty Young - chitarra elettrica, voce solista
- Kim Bullard - tastiere
- Charlie Harrison - basso
- Steve Chapman - batteria
- Steve Forman - percussioni
- Venetta Fields - accompagnamento vocale, cori
- Clydie King - accompagnamento vocale, cori
- Denise DeCaro - accompagnamento vocale, cori